# Купчинецька сільська територіальна громада
Купчинецька сільська громада — територіальна громада в Україні, в Тернопільському районі Тернопільської области. Адміністративний центр — с. Купчинці.
Площа громади — 89,5 км², населення — 3871 осіб (2020).
Утворена 27 липня 2018 року шляхом об'єднання Денисівської, Ішківської, Купчинецької та Яструбівської сільських рад Козівського району.
19 липня 2020 року, в результаті адміністративно-територіальної реформи та ліквідації Козівського району, село увійшло до складу Тернопільського району.

## Населені пункти
У складі громади 8 сіл:
- Веснівка
- Дворище
- Денисів
- Драгоманівка
- Ішків
- Купчинці
- Росохуватець
- Яструбове